# Rubaldo Merello

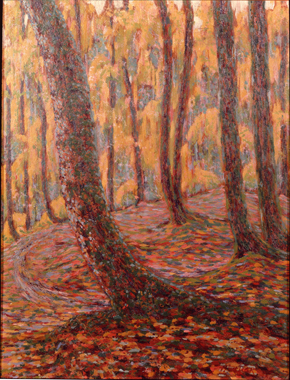
Autunno
collezione Banca Carige

Rubaldo Merello (Isolato Valtellina, 16 luglio 1872 – Santa Margherita Ligure, 31 gennaio 1922) è stato un pittore italiano.

## Biografia
Condotto nel 1881 a Genova segue dapprima gli studi classici e successivamente frequenta, tra il 1888 e il 1892, l'Accademia Ligustica di Belle Arti.
Terminati gli studi accademici si dedica alla scultura e prevalentemente alla pittura, orientandosi verso il divisionismo, che conosce attraverso le opere di Plinio Nomellini, attivo in quegli anni a Genova, di Giovanni Segantini e di Pellizza da Volpedo.
Condusse una vita di totale isolamento, nel girovagare tra i borghi della Ruta e di San Fruttuoso di Camogli e Santa Margherita Ligure.
La sua pittura assume come soggetto pressoché unico il suggestivo paesaggio della costa e del monte di Portofino, interpretato con un linguaggio di colore che ha indotto la critica ad avvicinare Merello ai grandi isolati europei, da Edvard Munch a Pierre Bonnard.
Parallelamente alla pittura conduce una vasta esperienza disegnativa con soggetti di carattere mitologico e simbolico.
Nel 1988 è il dedicatario dello studio per chitarra n.49, "Paesaggio ligure" (Sessanta Studi di Virtuosità e Trascendenza), scritto dal compositore Angelo Gilardino.